# Castelpizzuto
Castelpizzuto är en ort och kommun i provinsen Isernia i regionen Molise i Italien. Kommunen hade 159 invånare (2018).